# Anti (álbum)
Anti (estilizado como ANTI) es el octavo álbum de estudio de la cantante barbadense Rihanna, lanzado el 28 de enero de 2016 por Roc Nation y Westbury Road. Rihanna comenzó a grabar el álbum en 2014 después de finalizar su contrato con Def Jam Recordings, que había lanzado todos sus álbumes desde su debut en 2005. Como productora ejecutiva, Rihanna grabó Anti con productores como Jeff Bhasker, Boi-1da, DJ Mustard, Hit-Boy, Brian Kennedy, Timbaland y Sin I.D., en estudios en Canadá, Estados Unidos y Francia. SZA y Drake contribuyen como invitados vocales.
Concebido cuando Rihanna estaba experimentando luchas creativas y confusión emocional, Anti presenta una producción atmosférica caracterizada por ritmos lo-fi, voz distorsionada y arreglos downtempo. La primera mitad consta de bajo-pistas pesadas, y la segunda se caracteriza por texturado minimalismo. En comparación con las melodías dance para la radio de sus álbumes anteriores, Anti es un disco de R&B alternativo, pop y dancehall. más silenciada y conmovedora. Sus canciones exploran estilos eclécticos que abarcan hip hop, soul, psicodélica, doo-wop, country, synth-rock y trap. Sus letras tratan sobre las emociones derivadas del amor y las relaciones, desde el cariño y el deseo hasta la traición y la liberación, con referencias al sexo, las drogas y el alcohol.
La campaña promocional de Anti del verano de 2014 comprendió retrasos prolongados en el lanzamiento y un acuerdo de 25 millones de dólares con Samsung. Rihanna anunció la portada y el título en la Galería MAMA el 7 de octubre de 2015. El Anti World Tour se llevó a cabo de marzo a noviembre de 2016, y se lanzaron cuatro canciones como sencillos, incluido el número uno del Billboard Hot 100 «Work». En los Estados Unidos, Anti es el segundo álbum número uno de Rihanna y el primer álbum de una mujer negra en pasar 300 semanas en el Billboard 200. El álbum encabezó las listas de Canadá y Noruega, y alcanzó su punto máximo entre los cinco primeros en las listas de países europeos como Dinamarca, Alemania, Irlanda, España, Suecia y Suiza.
En publicaciones contemporáneas, los críticos elogiaron la honestidad emocional del álbum, pero estaban divididos sobre la producción, los elogios se centraron en la nueva libertad musical de Rihanna y las críticas en la lista de canciones desenfocada. Algunos discreparon con la falta de canciones amigables con la radio, pero otros notaron que el cambio musical marcó la madurez artística de Rihanna como artista de álbumes más allá de su condición de estrella del pop. En los Premios Grammy de 2017, el álbum y sus sencillos recibieron seis nominaciones, incluida una para el mejor álbum urbano contemporáneo. Anti apareció en las listas de finales de la década de 2010 de publicaciones como Billboard, NME y Pitchfork. Ocupó el puesto 230 en la edición de 2020 de los 500 mejores álbumes de todos los tiempos de Rolling Stone.

## Antecedentes
En noviembre de 2012, Rihanna lanzó su séptimo álbum de estudio, Unapologetic. En su mayoría es un disco pop y R&B, pero incorpora elementos de géneros musicales como el dubstep y EDM. Unapologetic recibió opiniones mixtas de los críticos de música y debutó en la posición número uno en Estados Unidos, Irlanda, Reino Unido, Suiza y Noruega. El álbum produjo los éxitos internacionales «Diamonds» y «Stay». Durante el 2013, Rihanna promocionó su séptimo material discográfico con el Diamonds World Tour. Luego de haber lanzado un álbum anual entre el 2009 y 2012, la cantante no lanzó ningún disco durante el 2013, 2014 y 2015. Colaboró con Eminem en el tema «The Monster» (2013) y con Shakira en Can't Remember to Forget You (2014). En mayo de 2014 se anunció que Rihanna acabó su contrato con Def Jam- debido a que en su contrato se le permitía grabar con dicho sello discográfico 7 álbumes- y se uniría a Roc Nation por completo. Rihanna protagonizó la película animada Home (2015) junto a Jim Parsons, Steve Martin y Jennifer Lopez. Para esa misma fecha fue lanzada la banda sonora de la película, a través de West Bury Road y Roc Nation.

## Desarrollo
El espacio de tiempo entre el lanzamiento del anterior disco de Rihanna Unapologetic y Anti es el más largo que la artista ha tenido a lo largo de su carrera. El 8 de octubre la cantante publicó una foto de ella misma trabajando en el álbum. El cantante americano Ne-Yo, frecuente colaborador de la artista en una entrevista el 11 de noviembre con respecto a Anti dijo: "Las cosas que he escuchado son absolutamente increíbles. No podría hablar de como suena porque me metería en problemas. Pero Definitivamente creo que la gente va a disfrutar del álbum. Cualquier persona que sea fan de Rihanna va a seguir siéndolo y los que no lo son aun van a querer convertirse en uno... sólo prepárense." el 19 de noviembre de 2014, mientras que en la alfombra roja para el estreno del director Andrew Jenks documental, no es encima, Rihanna dijo a Entertainment Tonight, que su álbum debe salir "muy pronto". Además, dijo, "Estoy muy entusiasmado con la música que hemos estado trabajando, así que no puedo esperar a que la gente lo escuche." El 19 de noviembre de 2014, durante la alfombra roja para el estreno del documental del director Andrew Jenks, ''It's Not Over'', Rihanna le dijo a Entertainment Tonight, que su álbum daría a luz  "muy pronto". Además, dijo, "Estoy muy entusiasmado con la música en la que hemos estado trabajando, así que no puedo esperar a que la gente lo escuche."
Rihanna invitó a "cientos" de sus fanes en París para participar en la grabación de un vídeo promocional el 18 de diciembre de 2014. Se informó de que el clip podría estar asociado con el lanzamiento de Anti. El 21 de enero de 2015, el rapero estadounidense Kanye West hizo una aparición sorpresa en el iHeartMedia Music Summit, donde habló sobre su carrera, reprodujo algunas canciones que estarían próximas a lanzarse, y concluyó con una colaboración con Rihanna que "utilizaría la guitarra acústica y un gran, el alza de coro y la melodía con un estribillo pegadizo. Más adelante, golpeó su ordenador portátil y salió del escenario realizando una ovación ante el público". Anteriormente, el 2 de enero, el productor Ty Dolla concedió una entrevista a la revista Billboard donde se reveló que él, West, Rihanna y el músico Inglés Paul McCartney habían trabajado juntos en una canción, que aún debía recibir su título final.
Finalmente, Rihanna terminó siendo la productora ejecutiva de Anti y trabajó con varios productores, incluyendo a Jeff Bhasker, Boi1da, DJ mustard, Hit-Boy, Brian Kennedy, Timbaland y No ID. El productor estadounidense y colaborador habitual, Kuk Harrell produjo todos los arreglos vocales en las canciones . El disco fue grabado en los estudios de Jungle City en la ciudad de Nueva York, también en Westlake Recording Studios, Sandra Gale Estudios, Windmark Recording Studios en Los Ángeles, SOTA Studios de Toronto y Twin Studios en París.

## Recepción de la crítica
Anti recibió críticas generalmente favorables por parte de los expertos. En Metacritic, que asigna una calificación normalizada de 1 a 100 de acuerdo a los comentarios de las publicaciones de corriente principal, el álbum recibió una puntuación media de 76, basado en 26 opiniones. Caroline Framke de Vox lo describió como un álbum destinado a una "fiesta posterior más íntima", que rompe las expectativas y lo ha considerado como el mejor álbum de Rihanna hasta la fecha. Escribiendo para el Toronto Sun, Darryl Sterdan llama el álbum "un menú ecléctico de estilos y géneros, desde el dancehall y el reggae electro-atado" y elogió "la variedad y la evitación de tendencia." Alabando su producción e ingeniería, de The Plain Dealer, Troy L. Smith observó que Anti "es la historia de dos discos, un intento por parte de un artista en constante crecimiento por casarse con los dos lados de su personalidad musical, a veces, con resultados fascinantes." Sarah Rodman de The Boston Globe lo consideró como "un punto de inflexion artístico e interesantes de su carrera que hasta el momento había sido impulsada solo por hits." el crítico de TIME Nolan Feeney pensó que Rihanna mostró crecimiento artístico a través del álbum y lo llamó "una obra de sutileza inesperada de un artista que rara vez se asocia con esa palabra." Asimismo, destacó "Love On The Brain" y "Higher" como grandes interpretaciones vocales de su carrera. Escribiendo que el punto de vista es deprimente, concluyó: "En la exploración de su infelicidad en la cima, Rihanna encuentra su voz más convincente hasta ahora."

## Lista de canciones
| ANTI — Edición estándar |                           | |                                                                         |          |  |
| N.º                     | Título                    | Escritor(es) | Productor(es)                                                           | Duración |  |
| 1.                      | «Consideration» (con SZA) | Solana Rowe Tyran Donaldson Robyn Fenty                                                                                     | Scum Kuk Harrell [ n. 1 ]                                               | 2:41     |  |
| 2.                      | «James Joint»             | Robert Shea Taylor James Fauntleroy Fenty                                                                                   | Taylor Harrell [ n. 1 ]                                                 | 1:13     |  |
| 3.                      | «Kiss It Better»          | Jeff Bhasker John Glass Teddy Sinclair Fenty                                                                                | Bhasker Glass John [ n. 2 ] Harrell [ n. 1 ]                            | 4:13     |  |
| 4.                      | «Work» (con Drake)        | Jahron Braithwaite Matthew Samuels Allen Ritter Rupert Thomas Aubrey Graham Fenty Monte Moir                                | Boi-1da Harrell [ n. 1 ] Noah “40” Shebib [ n. 1 ]                      | 3:39     |  |
| 5.                      | «Desperado»               | Krystin "Rook Monroe" Watkins Mick Schultz Fenty Fauntleroy D. Rachel                                                       | Schultz Harrell [ n. 1 ]                                                | 3:06     |  |
| 6.                      | «Woo»                     | Chauncey Hollis Jacques Webster Jeremih Felton Abel Tesfaye Fenty Terius Nash Rachel Jean Baptist                           | Hit-Boy Travis Scott [ n. 2 ] Harrell [ n. 1 ]                          | 3:55     |  |
| 7.                      | «Needed Me»               | Dijon McFarlane Fenty Nick Audino Lewis Hughes Khaled Rohaim Te Warbrick Adam Feeney Brittany Hazard Charles Hinshaw Rachel | DJ Mustard Twice as Nice [ n. 3 ] Frank Dukes [ n. 3 ] Harrell [ n. 1 ] | 3:14     |  |
| 8.                      | «Yeah I Said It»          | Tim Mosley Bibi Bourelly Evon Barnes Daniel Jones Chris Godbey Jean-Paul Bourelly Fenty                                     | Timbaland Fade Majah Jones Harrell [ n. 1 ]                             | 2:13     |  |
| 9.                      | «Same Ol' Mistakes»       | Kevin Parker | Parker Harrell [ n. 1 ]                                                 | 6:37     |  |
| 10.                     | «Never Ending»            | Chad Sabo Fenty Paul Herman Dido Armstrong                                                                                  | Sabo Harrell [ n. 1 ]                                                   | 3:22     |  |
| 11.                     | «Love on the Brain»       | Fred Ball Joseph Angel Fenty                                                                                                | Ball Harrell [ n. 1 ]                                                   | 3:44     |  |
| 12.                     | «Higher»                  | Ernest Wilson B. Bourelly Fenty Fauntleroy Jerry Butler Kenny Gamble Leon Huff                                              | No I.D Harrell [ n. 1 ]                                                 | 2:00     |  |
| 13.                     | «Close to You»            | Brian Seals Fauntleroy Fenty                                                                                                | Brian Kennedy Harrell [ n. 1 ]                                          | 3:43     |  |
| 00:43:36                |                           | |                                                                         |          |  |

| Anti — Edición Deluxe (3 pistas adicionales) |                    |                                                                  |                                                         |          |  |
| N.º                                          | Título             | Escritor(es)                                                     | Productor(es)                                           | Duración |  |
| 14.                                          | «Goodnight Gotham» | Paul Epworth Florence Welch Fenty C. Boggs                       | Mitus Harrell [ n. 1 ]                                  | 1:28     |  |
| 15.                                          | «Pose»             | Hollis B. Bourelly Fenty Webster                                 | Hit-Boy Scott [ n. 2 ] Harrell [ n. 1 ]                 | 2:24     |  |
| 16.                                          | «Sex with Me»      | Braithwaite Samuels Feeney Anderson Hernández Chris Hansen Fenty | Boi-1da Dukes [ n. 3 ] Vinylz [ n. 2 ] Harrell [ n. 1 ] | 3:26     |  |
| 00:51:13                                     |                    |                                                                  |                                                         |          |  |

Notas
1. 1 2 3 4 5 6 7 8 9 10 11 12 13 14 15 16 17  Como productor vocal.
2. 1 2 3 4  Como productor adicional.
3. 1 2 3  Como coproductor.

## Posicionamiento en listas

### Semanales
| País              | Lista                    | Mejor posición |      |
| 2016              | 2016                     | 2016           | 2016 |
| ----------------- | ------------------------ | -------------- | ---- |
| Alemania          | German Albums Chart      | 3              |      |
| Australia         | Australian Albums Chart  | 5              |      |
| Austria           | Austrian Albums Chart    | 7              |      |
| Bélgica (Flandes) | Ultratop 100 Albums      | 8              |      |
| Bélgica (Valonia) | Ultratop 100 Albums      | 8              |      |
| Canadá            | Canadian Albums Chart    | 1              |      |
| Dinamarca         | Denmark Albums Chart     | 3              |      |
| Escocia           | Scottish Albums Chart    | 7              |      |
| España            | Spanish Albums Chart     | 4              |      |
| Estados Unidos    | Billboard 200            | 1              |      |
| Estados Unidos    | Top R&B/Hip-Hop Albums   | 1              |      |
| Finlandia         | Finnish Albums Chart     | 5              |      |
| Francia           | French Albums Chart      | 6              |      |
| Irlanda           | Irish Albums Chart       | 2              |      |
| Italia            | Italian Album Chart      | 10             |      |
| Nueva Zelanda     | New Zealand Albums Chart | 5              |      |
| Países Bajos      | Dutch Albums             | 3              |      |
| Reino Unido       | UK Albums Chart          | 7              |      |
| Reino Unido       | UK R&B Albums            | 1              |      |
| Suecia            | Swedish Albums Chart     | 2              |      |
| Suiza             | Swiss album chart        | 2              |      |

## Premios y nominaciones deAnti
| Año  | Premiación                   | Categoría                                   | Resultado |
| ---- | ---------------------------- | ------------------------------------------- | --------- |
| 2016 | Billboard Music Awards       | Top R&B Album                               | Nominado  |
| 2016 | MTV Video Music Awards Japan | Álbum del año - Internacional               | Nominado  |
| 2016 | American Music Awards        | Álbum favorito - R&B/Soul                   | Ganador   |
| 2016 | Soul Train Music Awards      | Álbum del año                               | Nominado  |
| 2017 | Grammy Awards                | Álbum Urbano Contemporáneo                  | Nominado  |
| 2017 | Grammy Awards                | Mejor empaque de grabación (Edición Deluxe) | Nominado  |
| 2017 | Grammy Awards                | Grabación del año (Work)                    | Nominado  |
| 2017 | Grammy Awards                | Mejor interpretación pop en dúo (Work)      | Nominado  |
| 2017 | Grammy Awards                | Mejor interpretación R&B (Needed Me)        | Nominado  |
| 2017 | Grammy Awards                | Mejor canción R&B (Kiss It Better)          | Nominado  |

## Certificaciones
| País           | Organismo certificador | Certificación | Ventas certificadas | Ref.   |
| -------------- | ---------------------- | ------------- | ------------------- | ------ |
| Austria        | IFPI                   | Platino       | 15 000              | [ 39 ] |
| Canadá         | Music Canada           | Oro           | 40 000              | [ 40 ] |
| Dinamarca      | IFPI                   | 5× Platino    | 20 000              | [ 41 ] |
| Estados Unidos | RIAA                   | 6× Platino    | 6 000               | [ 42 ] |
| Francia        | SNEP                   | 3× Platino    | 300 000             | [ 43 ] |
| México         | AMPROFON               | Platino       | 60 000              | [ 44 ] |
| Polonia        | ZPAV                   | 3× Platino    | 60 000              | [ 45 ] |
| Reino Unido    | BPI                    | Platino       | 300 000             | [ 46 ] |
| Suecia         | GLF                    | Oro           | 20 000              | [ 47 ] |

## Fecha de lanzamiento
| Región                 | Fecha                 | Formato(s)                 | Discográfica             | Edición(es)                        | Ref.          |
| ---------------------- | --------------------- | -------------------------- | ------------------------ | ---------------------------------- | ------------- |
| Tidal (algunos países) | 27 de enero de 2016   | Descarga digital Streaming | Westbury Road Roc Nation | Edición estándar                   | [ 48 ]        |
| Mundo                  | 29 de enero de 2016   | Descarga digital           | Westbury Road Roc Nation | Edición estándar                   | [ 49 ]        |
| Mundo                  | 29 de enero de 2016   | Descarga digital           | Westbury Road Roc Nation | Edición especial                   | [ 50 ]        |
| Mundo                  | 5 de febrero de 2016  | CD                         | Westbury Road Roc Nation | Edición especial                   | [ 51 ]        |
| Japón                  | 10 de febrero de 2016 | CD                         | Westbury Road Roc Nation | Limitado                           | [ 52 ]        |
| Turquía                | 23 de febrero de 2016 | CD                         | Westbury Road Roc Nation | Edición estándar, edición especial | [ 53 ] [ 54 ] |
| Brasil                 | 4 de marzo de 2016    | CD                         | Universal Music Brazil   | Edición estándar, edición especial | [ 55 ] [ 56 ] |